# Collegio elettorale di Adro
Il collegio elettorale di Adro è stato un collegio elettorale uninominale del Regno di Sardegna per l'elezione della Camera dei deputati. Istituito sulla base alla legge elettorale del 1859, comprendeva, oltre ad Adro, Palazzolo, Cologne, Coccaglio e Pontoglio.

## Dati elettorali
Nel collegio si svolsero votazioni solo per la VII legislatura. In seguito fu compreso nel collegio elettorale di Chiari.

### VII legislatura
Le votazioni si svolsero in 387 collegi uninominali a doppio turno. Come previsto dalla legge elettorale del 20 novembre 1859, era eletto al primo turno il candidato che «riunisce in suo favore più del terzo dei voti del total numero dei membri componenti il collegio e più della metà dei suffragi dati dai votanti presenti all'adunanza» (art. 91). Se nessun candidato era eletto, al ballottaggio tra i due candidati con più voti era eletto chi otteneva il maggior numero di voti (art. 92) o, in caso di ugual numero di voti, il maggiore d'età (art. 93).
| Partito                            | Partito                            | Candidato                          | Risultati 25 marzo 1860 | Risultati 25 marzo 1860 |
| Partito                            | Partito                            | Candidato                          | Voti                    | %                       |
| ---------------------------------- | ---------------------------------- | ---------------------------------- | ----------------------- | ----------------------- |
|                                    | —                                  | Giovanni Battista Giorgini         | 306                     | 90,00                   |
|                                    | —                                  | Berardo Maggi                      | 34                      | 10,00                   |
|                                    |                                    |                                    |                         |                         |
| Iscritti                           | Iscritti                           | Iscritti                           | 777                     | 100,00                  |
| ↳ Votanti (% su iscritti)          | ↳ Votanti (% su iscritti)          | ↳ Votanti (% su iscritti)          | 362                     | 46,59                   |
| ↳ Voti validi (% su votanti)       | ↳ Voti validi (% su votanti)       | ↳ Voti validi (% su votanti)       | 340                     | 93,92                   |
| ↳ Schede non valide (% su votanti) | ↳ Schede non valide (% su votanti) | ↳ Schede non valide (% su votanti) | 22                      | 6,08                    |
| ↳ Astenuti (% su iscritti)         | ↳ Astenuti (% su iscritti)         | ↳ Astenuti (% su iscritti)         | 415                     | 53,41                   |

Il deputato Giorgini optò per il collegio di Siena il 13 aprile 1860.
| Partito                            | Partito                            | Candidato                          | Primo turno 6 maggio 1860 | Primo turno 6 maggio 1860 | Ballottaggio 10 maggio 1860 | Ballottaggio 10 maggio 1860 |
| Partito                            | Partito                            | Candidato                          | Voti                      | %                         | Voti                        | %                           |
| ---------------------------------- | ---------------------------------- | ---------------------------------- | ------------------------- | ------------------------- | --------------------------- | --------------------------- |
|                                    | —                                  | Antonio Gazzoletti                 | 131                       | 45,17                     | 182                         | 66,67                       |
|                                    | —                                  | Oreste Biancoli                    | 85                        | 29,31                     | 91                          | 33,33                       |
|                                    | —                                  | Gaetano Bargnani                   | 74                        | 25,52                     |                             |                             |
|                                    |                                    |                                    |                           |                           |                             |                             |
| Iscritti                           | Iscritti                           | Iscritti                           | 777                       | 100,00                    | 777                         | 100,00                      |
| ↳ Votanti (% su iscritti)          | ↳ Votanti (% su iscritti)          | ↳ Votanti (% su iscritti)          | 320                       | 41,18                     | 278                         | 35,78                       |
| ↳ Voti validi (% su votanti)       | ↳ Voti validi (% su votanti)       | ↳ Voti validi (% su votanti)       | 290                       | 90,62                     | 273                         | 98,20                       |
| ↳ Schede non valide (% su votanti) | ↳ Schede non valide (% su votanti) | ↳ Schede non valide (% su votanti) | 30                        | 9,38                      | 5                           | 1,80                        |
| ↳ Astenuti (% su iscritti)         | ↳ Astenuti (% su iscritti)         | ↳ Astenuti (% su iscritti)         | 457                       | 58,82                     | 499                         | 64,22                       |

Il deputato Gazzoletti optò per il collegio di Castel San Giovanni il 19 maggio 1860.
| Partito                            | Partito                            | Candidato                          | Primo turno 1º luglio 1860 | Primo turno 1º luglio 1860 | Ballottaggio 5 luglio 1860 | Ballottaggio 5 luglio 1860 |
| Partito                            | Partito                            | Candidato                          | Voti                       | %                          | Voti                       | %                          |
| ---------------------------------- | ---------------------------------- | ---------------------------------- | -------------------------- | -------------------------- | -------------------------- | -------------------------- |
|                                    | —                                  | Oreste Biancoli                    | 45                         | 32,61                      | 161                        | 51,11                      |
|                                    | —                                  | Gaetano Bargnani                   | 93                         | 67,39                      | 154                        | 48,89                      |
|                                    |                                    |                                    |                            |                            |                            |                            |
| Iscritti                           | Iscritti                           | Iscritti                           | 780                        | 100,00                     | 780                        | 100,00                     |
| ↳ Votanti (% su iscritti)          | ↳ Votanti (% su iscritti)          | ↳ Votanti (% su iscritti)          | 181                        | 23,21                      | 319                        | 40,90                      |
| ↳ Voti validi (% su votanti)       | ↳ Voti validi (% su votanti)       | ↳ Voti validi (% su votanti)       | 138                        | 76,24                      | 315                        | 98,75                      |
| ↳ Schede non valide (% su votanti) | ↳ Schede non valide (% su votanti) | ↳ Schede non valide (% su votanti) | 43                         | 23,76                      | 4                          | 1,25                       |
| ↳ Astenuti (% su iscritti)         | ↳ Astenuti (% su iscritti)         | ↳ Astenuti (% su iscritti)         | 599                        | 76,79                      | 461                        | 59,10                      |